# ما می‌خواهیم
«ما می‌خواهیم» تک‌آهنگی از هنرمند اهل رومانی الکساندرا استن، اینا است که در سال ۲۰۱۵ میلادی منتشر شد.